# 아마존주머니날개박쥐
아마존주머니날개박쥐(Saccopteryx gymnura)는 대꼬리박쥐과에 속하는 남아메리카 박쥐의 일종이다. 브라질 북부와 가이아나, 프랑스령 기아나, 수리남에서 발견되며, 베네수엘라에서도 사는 것으로 추정하고 있다.